# Porsche Taycan
Porsche Taycan este o mașină integral electrică fabricată de producătorul german de automobile Porsche, care a fost mai întâi dezvăluită ca o mașină concept numită Mission E la Salonul Auto de la Frankfurt 2015 și apoi în formă de producție la Salonul Auto de la Frankfurt din 2019. Este prima mașină electrică de producție a seriei Porsche, și este planificată să fie vândută în mai multe variante de niveluri diferite de performanță, putând genera derivați într-o linie viitoare de modele bazate pe platforma sa. Denumirea Taycan se traduce aproximativ din turcă drept „cal tânăr plin de viață”, cu referire la stema Stuttgart de pe logo-ul Porsche.

## Legături externe
- Official Porsche Mission E website